# Данська народна партія
Данська народна партія, ДНП (дан. Dansk Folkeparti, DF) — націонал-консервативна партія Данії, на чолі з Крістіаном Тулесеном Далем (дан. Kristian Thulesen Dahl). ДНП — третя політична партія за чисельністю в парламенті країни.
У 2001–2011 роках Данська народна партія підтримувала тісну співпрацю з правоцентристським урядом, а також з керівними партіями з більшості питань. Взаємини підтримки уряду в парламенті партія отримала можливість законодавчих дій проти іммігрантів і потенційних біженців. З 1999 року ДНП послідовно виступає за виборчу політику імміграції. У портфелі партії знаходиться і робота з відстоювання соціальних програм, особливо, що стосується пенсійного забезпечення літніх людей. Також у політику, що проводиться ДНП, входить протестна боротьба проти популяризації гомосексуальності, легалізації усиновлення дітей одностатевими парами і посилення покарання за розбещення малолітніх.